# När mörker över djupen var
När mörker över djupen var är en psalm med text skriven 1970 av Olov Hartman och musik skriven 1973 av Gunno Södersten.

## Publicerad i
- Psalmer och Sånger 1987 som nr 389 under rubriken "Fader, Son och Ande - Jesus, vår Herre och broder".[1]